# Бернарда тема
Те́ма Бернарда — тема в шаховій композиції. Суть теми — в початковій позиції незаготовлений мат лише на один хід чорних. В хибній грі білі готують умови, щоб на цей хід чорних мат пройшов, але створюють послаблення і чорні іншим ходом спростовують спробу білих поставити чорних в становище цугцвангу. В рішенні на тематичний хід проходить інший мат.

## Історія
Ідею запропонував в 1928 році англійський шаховий композитор Генрі Бернард (02.03.1878 — 23.11.1954).
В початковій позиції задачі на всі ходи, крім одного, заготовленні мати. Білі в хибному сліді роблять спробу, щоб і на цей хід пройшов мат, що їм і вдається, але при цьому білі створюють послаблення і чорні цю гру спростовують. В дійсній грі на цей же хід чорних проходить мат, але інший.
Ідея дістала назву — тема Бернарда.
|   | a | b | c | d | e | f | g | h |   |
| 8 | a8 чорний кінь · a7 чорний ферзь · a6 білий пішак · c6 білий кінь · d6 біла тура · e6 білий кінь · f6 чорний пішак · h6 білий слон · f5 чорний король · h5 білий пішак · a4 білий пішак · h3 білий пішак · a2 білий король · b2 білий пішак · g2 білий слон | a8 чорний кінь · a7 чорний ферзь · a6 білий пішак · c6 білий кінь · d6 біла тура · e6 білий кінь · f6 чорний пішак · h6 білий слон · f5 чорний король · h5 білий пішак · a4 білий пішак · h3 білий пішак · a2 білий король · b2 білий пішак · g2 білий слон | a8 чорний кінь · a7 чорний ферзь · a6 білий пішак · c6 білий кінь · d6 біла тура · e6 білий кінь · f6 чорний пішак · h6 білий слон · f5 чорний король · h5 білий пішак · a4 білий пішак · h3 білий пішак · a2 білий король · b2 білий пішак · g2 білий слон | a8 чорний кінь · a7 чорний ферзь · a6 білий пішак · c6 білий кінь · d6 біла тура · e6 білий кінь · f6 чорний пішак · h6 білий слон · f5 чорний король · h5 білий пішак · a4 білий пішак · h3 білий пішак · a2 білий король · b2 білий пішак · g2 білий слон | a8 чорний кінь · a7 чорний ферзь · a6 білий пішак · c6 білий кінь · d6 біла тура · e6 білий кінь · f6 чорний пішак · h6 білий слон · f5 чорний король · h5 білий пішак · a4 білий пішак · h3 білий пішак · a2 білий король · b2 білий пішак · g2 білий слон | a8 чорний кінь · a7 чорний ферзь · a6 білий пішак · c6 білий кінь · d6 біла тура · e6 білий кінь · f6 чорний пішак · h6 білий слон · f5 чорний король · h5 білий пішак · a4 білий пішак · h3 білий пішак · a2 білий король · b2 білий пішак · g2 білий слон | a8 чорний кінь · a7 чорний ферзь · a6 білий пішак · c6 білий кінь · d6 біла тура · e6 білий кінь · f6 чорний пішак · h6 білий слон · f5 чорний король · h5 білий пішак · a4 білий пішак · h3 білий пішак · a2 білий король · b2 білий пішак · g2 білий слон | a8 чорний кінь · a7 чорний ферзь · a6 білий пішак · c6 білий кінь · d6 біла тура · e6 білий кінь · f6 чорний пішак · h6 білий слон · f5 чорний король · h5 білий пішак · a4 білий пішак · h3 білий пішак · a2 білий король · b2 білий пішак · g2 білий слон | 8 |
| 7 | a8 чорний кінь · a7 чорний ферзь · a6 білий пішак · c6 білий кінь · d6 біла тура · e6 білий кінь · f6 чорний пішак · h6 білий слон · f5 чорний король · h5 білий пішак · a4 білий пішак · h3 білий пішак · a2 білий король · b2 білий пішак · g2 білий слон | a8 чорний кінь · a7 чорний ферзь · a6 білий пішак · c6 білий кінь · d6 біла тура · e6 білий кінь · f6 чорний пішак · h6 білий слон · f5 чорний король · h5 білий пішак · a4 білий пішак · h3 білий пішак · a2 білий король · b2 білий пішак · g2 білий слон | a8 чорний кінь · a7 чорний ферзь · a6 білий пішак · c6 білий кінь · d6 біла тура · e6 білий кінь · f6 чорний пішак · h6 білий слон · f5 чорний король · h5 білий пішак · a4 білий пішак · h3 білий пішак · a2 білий король · b2 білий пішак · g2 білий слон | a8 чорний кінь · a7 чорний ферзь · a6 білий пішак · c6 білий кінь · d6 біла тура · e6 білий кінь · f6 чорний пішак · h6 білий слон · f5 чорний король · h5 білий пішак · a4 білий пішак · h3 білий пішак · a2 білий король · b2 білий пішак · g2 білий слон | a8 чорний кінь · a7 чорний ферзь · a6 білий пішак · c6 білий кінь · d6 біла тура · e6 білий кінь · f6 чорний пішак · h6 білий слон · f5 чорний король · h5 білий пішак · a4 білий пішак · h3 білий пішак · a2 білий король · b2 білий пішак · g2 білий слон | a8 чорний кінь · a7 чорний ферзь · a6 білий пішак · c6 білий кінь · d6 біла тура · e6 білий кінь · f6 чорний пішак · h6 білий слон · f5 чорний король · h5 білий пішак · a4 білий пішак · h3 білий пішак · a2 білий король · b2 білий пішак · g2 білий слон | a8 чорний кінь · a7 чорний ферзь · a6 білий пішак · c6 білий кінь · d6 біла тура · e6 білий кінь · f6 чорний пішак · h6 білий слон · f5 чорний король · h5 білий пішак · a4 білий пішак · h3 білий пішак · a2 білий король · b2 білий пішак · g2 білий слон | a8 чорний кінь · a7 чорний ферзь · a6 білий пішак · c6 білий кінь · d6 біла тура · e6 білий кінь · f6 чорний пішак · h6 білий слон · f5 чорний король · h5 білий пішак · a4 білий пішак · h3 білий пішак · a2 білий король · b2 білий пішак · g2 білий слон | 7 |
| 6 | a8 чорний кінь · a7 чорний ферзь · a6 білий пішак · c6 білий кінь · d6 біла тура · e6 білий кінь · f6 чорний пішак · h6 білий слон · f5 чорний король · h5 білий пішак · a4 білий пішак · h3 білий пішак · a2 білий король · b2 білий пішак · g2 білий слон | a8 чорний кінь · a7 чорний ферзь · a6 білий пішак · c6 білий кінь · d6 біла тура · e6 білий кінь · f6 чорний пішак · h6 білий слон · f5 чорний король · h5 білий пішак · a4 білий пішак · h3 білий пішак · a2 білий король · b2 білий пішак · g2 білий слон | a8 чорний кінь · a7 чорний ферзь · a6 білий пішак · c6 білий кінь · d6 біла тура · e6 білий кінь · f6 чорний пішак · h6 білий слон · f5 чорний король · h5 білий пішак · a4 білий пішак · h3 білий пішак · a2 білий король · b2 білий пішак · g2 білий слон | a8 чорний кінь · a7 чорний ферзь · a6 білий пішак · c6 білий кінь · d6 біла тура · e6 білий кінь · f6 чорний пішак · h6 білий слон · f5 чорний король · h5 білий пішак · a4 білий пішак · h3 білий пішак · a2 білий король · b2 білий пішак · g2 білий слон | a8 чорний кінь · a7 чорний ферзь · a6 білий пішак · c6 білий кінь · d6 біла тура · e6 білий кінь · f6 чорний пішак · h6 білий слон · f5 чорний король · h5 білий пішак · a4 білий пішак · h3 білий пішак · a2 білий король · b2 білий пішак · g2 білий слон | a8 чорний кінь · a7 чорний ферзь · a6 білий пішак · c6 білий кінь · d6 біла тура · e6 білий кінь · f6 чорний пішак · h6 білий слон · f5 чорний король · h5 білий пішак · a4 білий пішак · h3 білий пішак · a2 білий король · b2 білий пішак · g2 білий слон | a8 чорний кінь · a7 чорний ферзь · a6 білий пішак · c6 білий кінь · d6 біла тура · e6 білий кінь · f6 чорний пішак · h6 білий слон · f5 чорний король · h5 білий пішак · a4 білий пішак · h3 білий пішак · a2 білий король · b2 білий пішак · g2 білий слон | a8 чорний кінь · a7 чорний ферзь · a6 білий пішак · c6 білий кінь · d6 біла тура · e6 білий кінь · f6 чорний пішак · h6 білий слон · f5 чорний король · h5 білий пішак · a4 білий пішак · h3 білий пішак · a2 білий король · b2 білий пішак · g2 білий слон | 6 |
| 5 | a8 чорний кінь · a7 чорний ферзь · a6 білий пішак · c6 білий кінь · d6 біла тура · e6 білий кінь · f6 чорний пішак · h6 білий слон · f5 чорний король · h5 білий пішак · a4 білий пішак · h3 білий пішак · a2 білий король · b2 білий пішак · g2 білий слон | a8 чорний кінь · a7 чорний ферзь · a6 білий пішак · c6 білий кінь · d6 біла тура · e6 білий кінь · f6 чорний пішак · h6 білий слон · f5 чорний король · h5 білий пішак · a4 білий пішак · h3 білий пішак · a2 білий король · b2 білий пішак · g2 білий слон | a8 чорний кінь · a7 чорний ферзь · a6 білий пішак · c6 білий кінь · d6 біла тура · e6 білий кінь · f6 чорний пішак · h6 білий слон · f5 чорний король · h5 білий пішак · a4 білий пішак · h3 білий пішак · a2 білий король · b2 білий пішак · g2 білий слон | a8 чорний кінь · a7 чорний ферзь · a6 білий пішак · c6 білий кінь · d6 біла тура · e6 білий кінь · f6 чорний пішак · h6 білий слон · f5 чорний король · h5 білий пішак · a4 білий пішак · h3 білий пішак · a2 білий король · b2 білий пішак · g2 білий слон | a8 чорний кінь · a7 чорний ферзь · a6 білий пішак · c6 білий кінь · d6 біла тура · e6 білий кінь · f6 чорний пішак · h6 білий слон · f5 чорний король · h5 білий пішак · a4 білий пішак · h3 білий пішак · a2 білий король · b2 білий пішак · g2 білий слон | a8 чорний кінь · a7 чорний ферзь · a6 білий пішак · c6 білий кінь · d6 біла тура · e6 білий кінь · f6 чорний пішак · h6 білий слон · f5 чорний король · h5 білий пішак · a4 білий пішак · h3 білий пішак · a2 білий король · b2 білий пішак · g2 білий слон | a8 чорний кінь · a7 чорний ферзь · a6 білий пішак · c6 білий кінь · d6 біла тура · e6 білий кінь · f6 чорний пішак · h6 білий слон · f5 чорний король · h5 білий пішак · a4 білий пішак · h3 білий пішак · a2 білий король · b2 білий пішак · g2 білий слон | a8 чорний кінь · a7 чорний ферзь · a6 білий пішак · c6 білий кінь · d6 біла тура · e6 білий кінь · f6 чорний пішак · h6 білий слон · f5 чорний король · h5 білий пішак · a4 білий пішак · h3 білий пішак · a2 білий король · b2 білий пішак · g2 білий слон | 5 |
| 4 | a8 чорний кінь · a7 чорний ферзь · a6 білий пішак · c6 білий кінь · d6 біла тура · e6 білий кінь · f6 чорний пішак · h6 білий слон · f5 чорний король · h5 білий пішак · a4 білий пішак · h3 білий пішак · a2 білий король · b2 білий пішак · g2 білий слон | a8 чорний кінь · a7 чорний ферзь · a6 білий пішак · c6 білий кінь · d6 біла тура · e6 білий кінь · f6 чорний пішак · h6 білий слон · f5 чорний король · h5 білий пішак · a4 білий пішак · h3 білий пішак · a2 білий король · b2 білий пішак · g2 білий слон | a8 чорний кінь · a7 чорний ферзь · a6 білий пішак · c6 білий кінь · d6 біла тура · e6 білий кінь · f6 чорний пішак · h6 білий слон · f5 чорний король · h5 білий пішак · a4 білий пішак · h3 білий пішак · a2 білий король · b2 білий пішак · g2 білий слон | a8 чорний кінь · a7 чорний ферзь · a6 білий пішак · c6 білий кінь · d6 біла тура · e6 білий кінь · f6 чорний пішак · h6 білий слон · f5 чорний король · h5 білий пішак · a4 білий пішак · h3 білий пішак · a2 білий король · b2 білий пішак · g2 білий слон | a8 чорний кінь · a7 чорний ферзь · a6 білий пішак · c6 білий кінь · d6 біла тура · e6 білий кінь · f6 чорний пішак · h6 білий слон · f5 чорний король · h5 білий пішак · a4 білий пішак · h3 білий пішак · a2 білий король · b2 білий пішак · g2 білий слон | a8 чорний кінь · a7 чорний ферзь · a6 білий пішак · c6 білий кінь · d6 біла тура · e6 білий кінь · f6 чорний пішак · h6 білий слон · f5 чорний король · h5 білий пішак · a4 білий пішак · h3 білий пішак · a2 білий король · b2 білий пішак · g2 білий слон | a8 чорний кінь · a7 чорний ферзь · a6 білий пішак · c6 білий кінь · d6 біла тура · e6 білий кінь · f6 чорний пішак · h6 білий слон · f5 чорний король · h5 білий пішак · a4 білий пішак · h3 білий пішак · a2 білий король · b2 білий пішак · g2 білий слон | a8 чорний кінь · a7 чорний ферзь · a6 білий пішак · c6 білий кінь · d6 біла тура · e6 білий кінь · f6 чорний пішак · h6 білий слон · f5 чорний король · h5 білий пішак · a4 білий пішак · h3 білий пішак · a2 білий король · b2 білий пішак · g2 білий слон | 4 |
| 3 | a8 чорний кінь · a7 чорний ферзь · a6 білий пішак · c6 білий кінь · d6 біла тура · e6 білий кінь · f6 чорний пішак · h6 білий слон · f5 чорний король · h5 білий пішак · a4 білий пішак · h3 білий пішак · a2 білий король · b2 білий пішак · g2 білий слон | a8 чорний кінь · a7 чорний ферзь · a6 білий пішак · c6 білий кінь · d6 біла тура · e6 білий кінь · f6 чорний пішак · h6 білий слон · f5 чорний король · h5 білий пішак · a4 білий пішак · h3 білий пішак · a2 білий король · b2 білий пішак · g2 білий слон | a8 чорний кінь · a7 чорний ферзь · a6 білий пішак · c6 білий кінь · d6 біла тура · e6 білий кінь · f6 чорний пішак · h6 білий слон · f5 чорний король · h5 білий пішак · a4 білий пішак · h3 білий пішак · a2 білий король · b2 білий пішак · g2 білий слон | a8 чорний кінь · a7 чорний ферзь · a6 білий пішак · c6 білий кінь · d6 біла тура · e6 білий кінь · f6 чорний пішак · h6 білий слон · f5 чорний король · h5 білий пішак · a4 білий пішак · h3 білий пішак · a2 білий король · b2 білий пішак · g2 білий слон | a8 чорний кінь · a7 чорний ферзь · a6 білий пішак · c6 білий кінь · d6 біла тура · e6 білий кінь · f6 чорний пішак · h6 білий слон · f5 чорний король · h5 білий пішак · a4 білий пішак · h3 білий пішак · a2 білий король · b2 білий пішак · g2 білий слон | a8 чорний кінь · a7 чорний ферзь · a6 білий пішак · c6 білий кінь · d6 біла тура · e6 білий кінь · f6 чорний пішак · h6 білий слон · f5 чорний король · h5 білий пішак · a4 білий пішак · h3 білий пішак · a2 білий король · b2 білий пішак · g2 білий слон | a8 чорний кінь · a7 чорний ферзь · a6 білий пішак · c6 білий кінь · d6 біла тура · e6 білий кінь · f6 чорний пішак · h6 білий слон · f5 чорний король · h5 білий пішак · a4 білий пішак · h3 білий пішак · a2 білий король · b2 білий пішак · g2 білий слон | a8 чорний кінь · a7 чорний ферзь · a6 білий пішак · c6 білий кінь · d6 біла тура · e6 білий кінь · f6 чорний пішак · h6 білий слон · f5 чорний король · h5 білий пішак · a4 білий пішак · h3 білий пішак · a2 білий король · b2 білий пішак · g2 білий слон | 3 |
| 2 | a8 чорний кінь · a7 чорний ферзь · a6 білий пішак · c6 білий кінь · d6 біла тура · e6 білий кінь · f6 чорний пішак · h6 білий слон · f5 чорний король · h5 білий пішак · a4 білий пішак · h3 білий пішак · a2 білий король · b2 білий пішак · g2 білий слон | a8 чорний кінь · a7 чорний ферзь · a6 білий пішак · c6 білий кінь · d6 біла тура · e6 білий кінь · f6 чорний пішак · h6 білий слон · f5 чорний король · h5 білий пішак · a4 білий пішак · h3 білий пішак · a2 білий король · b2 білий пішак · g2 білий слон | a8 чорний кінь · a7 чорний ферзь · a6 білий пішак · c6 білий кінь · d6 біла тура · e6 білий кінь · f6 чорний пішак · h6 білий слон · f5 чорний король · h5 білий пішак · a4 білий пішак · h3 білий пішак · a2 білий король · b2 білий пішак · g2 білий слон | a8 чорний кінь · a7 чорний ферзь · a6 білий пішак · c6 білий кінь · d6 біла тура · e6 білий кінь · f6 чорний пішак · h6 білий слон · f5 чорний король · h5 білий пішак · a4 білий пішак · h3 білий пішак · a2 білий король · b2 білий пішак · g2 білий слон | a8 чорний кінь · a7 чорний ферзь · a6 білий пішак · c6 білий кінь · d6 біла тура · e6 білий кінь · f6 чорний пішак · h6 білий слон · f5 чорний король · h5 білий пішак · a4 білий пішак · h3 білий пішак · a2 білий король · b2 білий пішак · g2 білий слон | a8 чорний кінь · a7 чорний ферзь · a6 білий пішак · c6 білий кінь · d6 біла тура · e6 білий кінь · f6 чорний пішак · h6 білий слон · f5 чорний король · h5 білий пішак · a4 білий пішак · h3 білий пішак · a2 білий король · b2 білий пішак · g2 білий слон | a8 чорний кінь · a7 чорний ферзь · a6 білий пішак · c6 білий кінь · d6 біла тура · e6 білий кінь · f6 чорний пішак · h6 білий слон · f5 чорний король · h5 білий пішак · a4 білий пішак · h3 білий пішак · a2 білий король · b2 білий пішак · g2 білий слон | a8 чорний кінь · a7 чорний ферзь · a6 білий пішак · c6 білий кінь · d6 біла тура · e6 білий кінь · f6 чорний пішак · h6 білий слон · f5 чорний король · h5 білий пішак · a4 білий пішак · h3 білий пішак · a2 білий король · b2 білий пішак · g2 білий слон | 2 |
| 1 | a8 чорний кінь · a7 чорний ферзь · a6 білий пішак · c6 білий кінь · d6 біла тура · e6 білий кінь · f6 чорний пішак · h6 білий слон · f5 чорний король · h5 білий пішак · a4 білий пішак · h3 білий пішак · a2 білий король · b2 білий пішак · g2 білий слон | a8 чорний кінь · a7 чорний ферзь · a6 білий пішак · c6 білий кінь · d6 біла тура · e6 білий кінь · f6 чорний пішак · h6 білий слон · f5 чорний король · h5 білий пішак · a4 білий пішак · h3 білий пішак · a2 білий король · b2 білий пішак · g2 білий слон | a8 чорний кінь · a7 чорний ферзь · a6 білий пішак · c6 білий кінь · d6 біла тура · e6 білий кінь · f6 чорний пішак · h6 білий слон · f5 чорний король · h5 білий пішак · a4 білий пішак · h3 білий пішак · a2 білий король · b2 білий пішак · g2 білий слон | a8 чорний кінь · a7 чорний ферзь · a6 білий пішак · c6 білий кінь · d6 біла тура · e6 білий кінь · f6 чорний пішак · h6 білий слон · f5 чорний король · h5 білий пішак · a4 білий пішак · h3 білий пішак · a2 білий король · b2 білий пішак · g2 білий слон | a8 чорний кінь · a7 чорний ферзь · a6 білий пішак · c6 білий кінь · d6 біла тура · e6 білий кінь · f6 чорний пішак · h6 білий слон · f5 чорний король · h5 білий пішак · a4 білий пішак · h3 білий пішак · a2 білий король · b2 білий пішак · g2 білий слон | a8 чорний кінь · a7 чорний ферзь · a6 білий пішак · c6 білий кінь · d6 біла тура · e6 білий кінь · f6 чорний пішак · h6 білий слон · f5 чорний король · h5 білий пішак · a4 білий пішак · h3 білий пішак · a2 білий король · b2 білий пішак · g2 білий слон | a8 чорний кінь · a7 чорний ферзь · a6 білий пішак · c6 білий кінь · d6 біла тура · e6 білий кінь · f6 чорний пішак · h6 білий слон · f5 чорний король · h5 білий пішак · a4 білий пішак · h3 білий пішак · a2 білий король · b2 білий пішак · g2 білий слон | a8 чорний кінь · a7 чорний ферзь · a6 білий пішак · c6 білий кінь · d6 біла тура · e6 білий кінь · f6 чорний пішак · h6 білий слон · f5 чорний король · h5 білий пішак · a4 білий пішак · h3 білий пішак · a2 білий король · b2 білий пішак · g2 білий слон | 1 |
|   | a | b | c | d | e | f | g | h |   |

FEN: n7/q7/P1NRNp1B/5k1P/P7/7P/KP4B1/8
1. ... Qf7 2. #???
1. Bd5? Qf7 2. Sed4#, 1. ... Qg1!
1. Bf4! ~ Zz
1. ... Qf7 2. Scd4#
В початковій позиції на всі ходи чорних фігур, крім одного тематичного, заготовлені мати чорному королю. В хибному сліді білі оголошують певний мат на цей тематичний захист, але чорним вдається спростувати хибний слід іншим ходом. В дійсному рішенні задачі на тематичний хід чорних проходить інший мат ніж був у хибному сліді.